# 滋賀県道345号志賀インター線
滋賀県道345号志賀インター線（しがけんどう345ごう しがインターせん）は、滋賀県大津市を通る一般県道である。

## 概要
大津市木戸から大津市荒川に至る。
滋賀県道558号高島大津線志賀駅口交差点と国道161号（湖西道路・志賀バイパス）志賀ICを結ぶ。

### 路線データ
- 起点：大津市木戸（字井堰197番8地先：志賀駅口交差点、滋賀県道558号高島大津線交点）
- 終点：大津市荒川（字茅ヶ畑621番3地先：志賀IC、国道161号交点）
- 総延長：822.0 m[1]

## 歴史
- 1986年（昭和61年）6月25日 - 湖西道路志賀インターチェンジの取り付け道路として開通。
- 2005年（平成17年）3月25日 - 湖西道路を国土交通省と滋賀県が買収、国道161号に認定。
- 2015年（平成27年）4月1日 - 道路管理者を国土交通省から滋賀県へ移管、滋賀県道345号志賀インター線となる[2]。

## 路線状況

### 道路施設

#### 橋梁
- 小村田橋（大川、大津市）

## 地理

### 通過する自治体
- 大津市

### 交差する道路
| 交差する道路                       | 交差する場所 | 交差する場所          |
| ---------------------------------- | ------------ | --------------------- |
| 滋賀県道558号高島大津線            | 木戸         | 志賀駅口交差点 / 起点 |
| 国道161号 / 湖西道路・志賀バイパス | 荒川         | 志賀IC / 終点         |

### 沿線
- JR西日本湖西線 志賀駅
- 志賀郵便局
- 大津市木戸市民センター
- 大津市立木戸小学校
- 関西みらい銀行志賀町支店